# Microlophia
Microlophia – rodzaj chrząszczy z rodziny kózkowatych i podrodziny zgrzypikowych. 

## Zasięg występowania
Przedstawiciele tego rodzaju występują na Filipińskiej wyspie Luzon.

## Systematyka
Do Microlophia należą 3 gatunki:
- Microlophia dentipes
- Microlophia dentipes
- Microlophia pellucida